# Yomif Kejelcha
Yomif Kejelcha Atomsa, né le 1er août 1997, est un athlète éthiopien spécialiste des courses de fond. 
Champion du monde cadet en 2013, puis junior en 2014, il remporte en 2015, à 18 ans seulement, l'épreuve du 5 000 m de la Ligue de diamant. En 2016, il est sacré champion du monde en salle du 3 000 m.
Il détient le record du monde du mile en salle depuis le 3 mars 2019, détrônant ainsi le Marocain Hicham El Guerrouj, ainsi que le record du monde du semi-marathon depuis le 27 octobre 2024, titre qu'il a ravi à l'Ougandais Jacob Kiplimo.

## Biographie
Vainqueur des championnats du monde cadets sur 3 000 mètres en 2013 à Donetsk, il remporte l'année suivante le titre du 5 000 mètres lors des championnats du monde juniors d'Eugene, aux États-Unis, en établissant un nouveau record personnel en 13 min 25 s 19. Il remporte par ailleurs en 2014 le titre du 3 000 m lors des Jeux olympiques de la jeunesse, à Nankin en Chine. 
En début de saison 2015, à Addis-Abeba, Yomif Kejelcha devient champion d'Afrique junior du 5 000 m en 14 min 31 s 03. En juin, lors du Golden Gala de Rome, il remporte l'épreuve du 5 000 m et améliore de près de douze secondes son record personnel en descendant pour la première fois de sa carrière sous les 13 minutes (12 min 58 s 39). Il participe fin août 2015 à ses premiers championnats du monde seniors, à Pékin, où il se classe quatrième du 5 000 m, dans le temps de 13 min 52 s 43. En septembre, il remporte le 5 000 m du Mémorial Van Damme à Bruxelles, finale de la Ligue de diamant 2015, en établissant la meilleure performance de l'année ainsi qu'un nouveau record personnel en 12 min 53 s 98.
Le 4 mars 2018, aux championnats du monde en salle de Birmingham, Yomif Kejelcha conserve son titre du 3 000 m en s'imposant en 8 min 14 s 41, devant son compatriote Selemon Barega (8 min 15 s 59) et le Kenyan Bethwell Birgen (8 min 15 s 70).
Après une participation aux Jeux Olympiques de 2024 à Paris, desquels il termine sixième en finale du 10 000 mètres, l'Ethiopien participe quelques mois plus tard au mythique semi-marathon de Valence (Espagne) le 28 octobre 2024. Au terme d'une course menée en maître, il s'empare du record du monde du semi-marathon en 57 minutes 30 secondes,, battant d'une seconde l'ancien record du monde de l'Ougandais Jacob Kiplimo (57 min 31 s) datant du 21 novembre 2021, à Lisbonne.

## Palmarès
| Date | Compétition                               | Lieu                               | Résultat | Épreuve  | Temps          |
| ---- | ----------------------------------------- | ---------------------------------- | -------- | -------- | -------------- |
| 2013 | Championnats du monde cadets              | Donetsk                            | 1er      | 3 000 m  | 7 min 53 s 56  |
| 2014 | Championnats du monde juniors             | Eugene                             | 1er      | 5 000 m  | 13 min 25 s 19 |
| 2014 | Jeux olympiques de la jeunesse            | Nankin                             | 1er      | 3 000 m  | 7 min 56 s 20  |
| 2015 | Championnats d'Afrique juniors            | Addis-Abeba                        | 1er      | 5 000 m  | 14 min 31 s 03 |
| 2015 | Championnats du monde                     | Pékin                              | 4e       | 5 000 m  | 13 min 52 s 43 |
| 2015 | Ligue de diamant                          | Ligue de diamant                   | 1er      | 5 000 m  | détails        |
| 2016 | Championnats du monde en salle            | Portland                           | 1er      | 3 000 m  | 7 min 57 s 21  |
| 2016 | Ligue de diamant                          | Ligue de diamant                   | 3e       | 5 000 m  | détails        |
| 2017 | Circuit mondial en salle de l'IAAF        | Circuit mondial en salle de l'IAAF | 2e       | 3 000 m  | détails        |
| 2017 | Championnats du monde                     | Londres                            | 4e       | 5 000 m  | 13 min 33 s 51 |
| 2018 | Championnats du monde en salle            | Birmingham                         | 1er      | 3 000 m  | 8 min 14 s 41  |
| 2019 | Circuit mondial en salle de l'IAAF        | Circuit mondial en salle de l'IAAF | 3e       | 1 500 m  | détails        |
| 2019 | Championnats du monde                     | Doha                               | 2e       | 10 000 m | 26 min 49 s 34 |
| 2022 | Championnats du monde                     | Eugene                             | 8e       | 5 000 m  | 13 min 12 s 09 |
| 2023 | Championnats du monde                     | Budapest                           | 5e       | 5 000 m  | 13 min 12 s 51 |
| 2023 | Ligue de diamant                          | Ligue de diamant                   | 2e       | 3 000 m  | 7 min 23 s 64  |
| 2023 | Championnats du monde de course sur route | Riga                               | 2e       | 5 km     | 13 min 2 s     |
| 2024 | Jeux olympiques                           | Paris                              | 6e       | 10 000 m | 26 min 44 s 02 |

## Records
| Épreuve                | Performance        | Lieu    | Date              |
| ---------------------- | ------------------ | ------- | ----------------- |
| 1 500 m (piste courte) | 3 min 31 s 25      | Boston  | 3 mars 2019       |
| Mile (piste courte)    | 3 min 47 s 01      | Boston  | 3 mars 2019       |
| 2 000 m (piste courte) | 4 min 57 s 74      | Metz    | 28 février 2014   |
| 3 000 m                | 7 min 23 s 64 (NR) | Eugene  | 17 septembre 2023 |
| 5 000 m                | 12 min 38 s 95     | Oslo    | 30 mai 2024       |
| 10 000 m               | 26 min 31 s 01     | Nerja   | 14 juin 2024      |
| 5 km (route)           | 12 min 50 s        | Lille   | 19 mars 2023      |
| 10 km (route)          | 26 min 37 s        | Laredo  | 16 mars 2024      |
| Semi-Marathon          | 57 min 30 (WR)     | Valence | 27 octobre 2024   |